# Boban Babunski
Boban Babunski (Macedonisch: Бобан Бабунски (Skopje, 5 mei 1968) is een voormalig Macedonische voetballer. Zijn zoon David Babunski speelt voor FC Barcelona B.

## Macedonisch voetbalelftal
Boban Babunski debuteerde in 1991 in het Joegoslavisch nationaal elftal en in 1993 in het Macedonisch nationaal elftal en speelde 25 interlands, waarin hij 1 keer scoorde.